# Etrema trigonostomum
Etrema trigonostomum é uma espécie de gastrópode do gênero Etrema, pertencente à família Clathurellidae.